# Sidemia bremeri
Sidemia bremeri là một loài bướm đêm trong họ Noctuidae.